# رشیدآباد (جهرم)
رشید آباد، محله ای واقع در شهرستان جهرم، استان فارس ایران است.

## جمعیت
بر اساس سرشماری مرکز آمار ایران در سال ۱۳۸۵، جمعیت این محله ۳۰۲ نفر (۷۲ خانوار) بوده است.